# Heinrich Kajetan von Blümegen

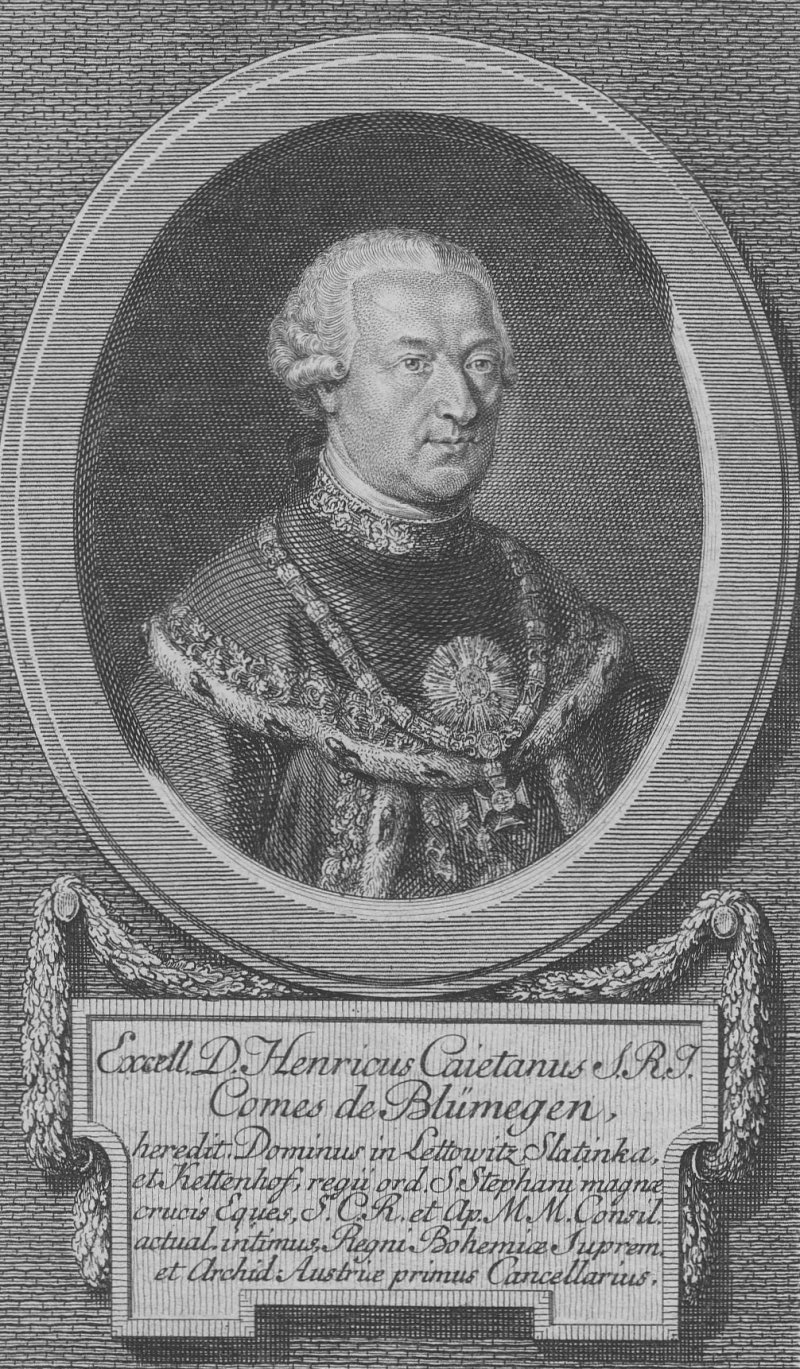
Porträt Heinrich Kajetan von Blümegen, Zeitgenössischer Kupferstich

Heinrich Kajetan Blümegen, ab 1736 Freiherr von Blümegen, ab 1759 Graf von Blümegen (* 29. Juni 1715 auf Gut Erlaa bei Wien; † 30. Juli 1788) war erzherzoglich österreichischer Erster Kanzler.

## Leben
Er entstammte einer westfälischen Familie, die in der ersten Hälfte des 18. Jahrhunderts über Österreich nach Mähren kam, und war der Sohn des Hermann Blümegen (1672–1733; auch Blomeken genannt), Gutsherr auf Erlaa, der am 9. April 1720 in den Reichsfreiherrnstand erhoben wurde, und der Genoveva Freiin von Deuring (1687–1731).
Blümegen war Gutsherr auf Lettowitz und Klein-Slatinka in Mähren sowie auf Schloss Altkettenhof in Niederösterreich. Er war Kammerpräsident in Brünn, dann Landeshauptmann der Markgrafschaft Mähren und schließlich 1771 königlich böhmischer Oberst und erzherzoglich österreichischer Erster Kanzler.
Am 28. Dezember 1736 wurde Blümegen in Wien als Kammerpräsident gemeinsam mit seinen Brüdern Hermann Hannibal und Christoph Heinrich in den böhmischen alten Freiherrnstand, am 7. März 1759 in Wien in den böhmischen Grafenstand und 1761 in den Reichsgrafenstand erhoben.
Er heiratete in erster Ehe Maria Anna Freiin Chorinsky von Ledské (* 11. März 1717; † 11. Dezember 1781), die Tochter des Karl Freiherr Chorinsky von Ledské, Kreishauptmann des Hradischer Kreises in Mähren. Das Paar hatte die Töchter:
- Maria Anna (* 12. December 1738; † 1740)
- Maria Josepha (* 24. März 1741) ⚭ 3. Juni 1760 Johann Felix von Coreth-Starkenberg
- Maria Antonia (* 3. Juni 1742)

⚭ 24. September 1763 Johann Sigismund Macquire von Inniskillen (1710–1767)
⚭ 12. Februar 1770 Johann Rudolph von Kolowrat-Liebsteinsky († 15. Juli 1772)
⚭ 7. September 1773 Johann Christoph Heinrich von Blümegen (* 8. Juli 1722; † 5. Oktober 1802 )
- Maria Eleonora (* 21. Februar 1744; † 1821) ⚭ 1764 Lajos István (Ludwig Stephan) Kálnoky von Kőröspatak (* 5. Dezember 1743; † 3. August 1793)
- Maria Klara (* 29. May 1745–1773), Nonne
- Margareta Caroline (* 8. November 1746–?)
- Genovefa Ignazia (* 15. November 1748–?)
- Maria Franzisca (* 4. Oktober 1754–?)
- Franz Heinrich Cajetan (* 19. Juli 1756; † 7. May 1806) ⚭ 28. April 1776 Aloysia von Heister († 25. März 1836), Tochter von Graf Johann Gottfried von Heister (1718–1800)

In zweiter Ehe heiratete er Karoline Gräfin von Breuner (* 29. Juli 1744; † 19. Januar 1799), die Tochter des kaiserlichen Hauptmanns Anton Graf von Breuner (1706–1772), Edler Herr von Staatz, Freiherr zu Stübing, Fladnitz und Rabenstein, und dessen zweiter Ehefrau Maria Franziska Josepha Gräfin von Rottal.